# María del Carmen Carrillo Losada
María del Carmen Carrillo Losada (Palma de Río, Córdoba, 1959) es una española de etnia gitana que fue la primera concejala en una capital de provincia, Jaén.

## Biografía
Nació en el seno de una familia gitana, que se ocupó de que ella y sus hermanas fueran al colegio desde pequeñas. Esa familia gitana las transmitió costumbres, obligaciones y derechos. Se formó como auxiliar de enfermería y educadora social.

### Trayectoria
Durante un tiempo trabajó como auxiliar de enfermería en un hospital de Córdoba. Formó parte de la directiva de la asociación gitana de Palma del Río. Su siguiente paso fue la Federación de Asociaciones Gitanas de Andalucía donde, hasta el año 1998, formó parte del órgano dirigente. En 1981 fue seleccionada para coordinar en Andalucía el primer proyecto de la Junta, dirigido a la educación de criaturas de etnia gitana
En 1990 llegó a Jaén, con un contrato de un año como coordinadora de un programa de educación infantil, pero los sucesos racistas de Mancha Real de 1991 motivaron que la Federación de Asociaciones Romaníes de Andalucía considerase esencial su continuidad en la provincia. Fue la primera mujer concejala en una capital de provincia, Jaén. Desde las elecciones de 1999 es concejala en esa ciudad.  Se ha convertido con los años en una de las líderes históricas del movimiento de mujeres gitanas.

Es responsable en el Consejo Asesor del Instituto de Cultura Gitana de las relaciones con las organizaciones gitanas. También es presidenta de la Asociación Sinando Kali. Responsable del área de igualdad en Unión Romaní. 
"La persona debe tener la dignidad del trabajo que, desde luego, no deriva de una prestación, de una ayuda o del clientelismo de los servicios sociales. Tiene que ir respaldado de medidas de apoyo laborales y educativas ...Veo negativo el racismo dentro de la administración y la indiferencia política, la peor de las acciones que se pueden acometer con una minoría ...".

## Premios y reconocimientos
- En 2017, recibió el premio a la mujer gitana del año. Creado por la Asociación "Hermandad Gitana de Andalucía".[5][7][8]
- En 2020,  galardón por el 20 aniversario de AMURADI-FAKALI, como presidenta de Sinando Kali.[6]